# علي إكسبريس (موقع)

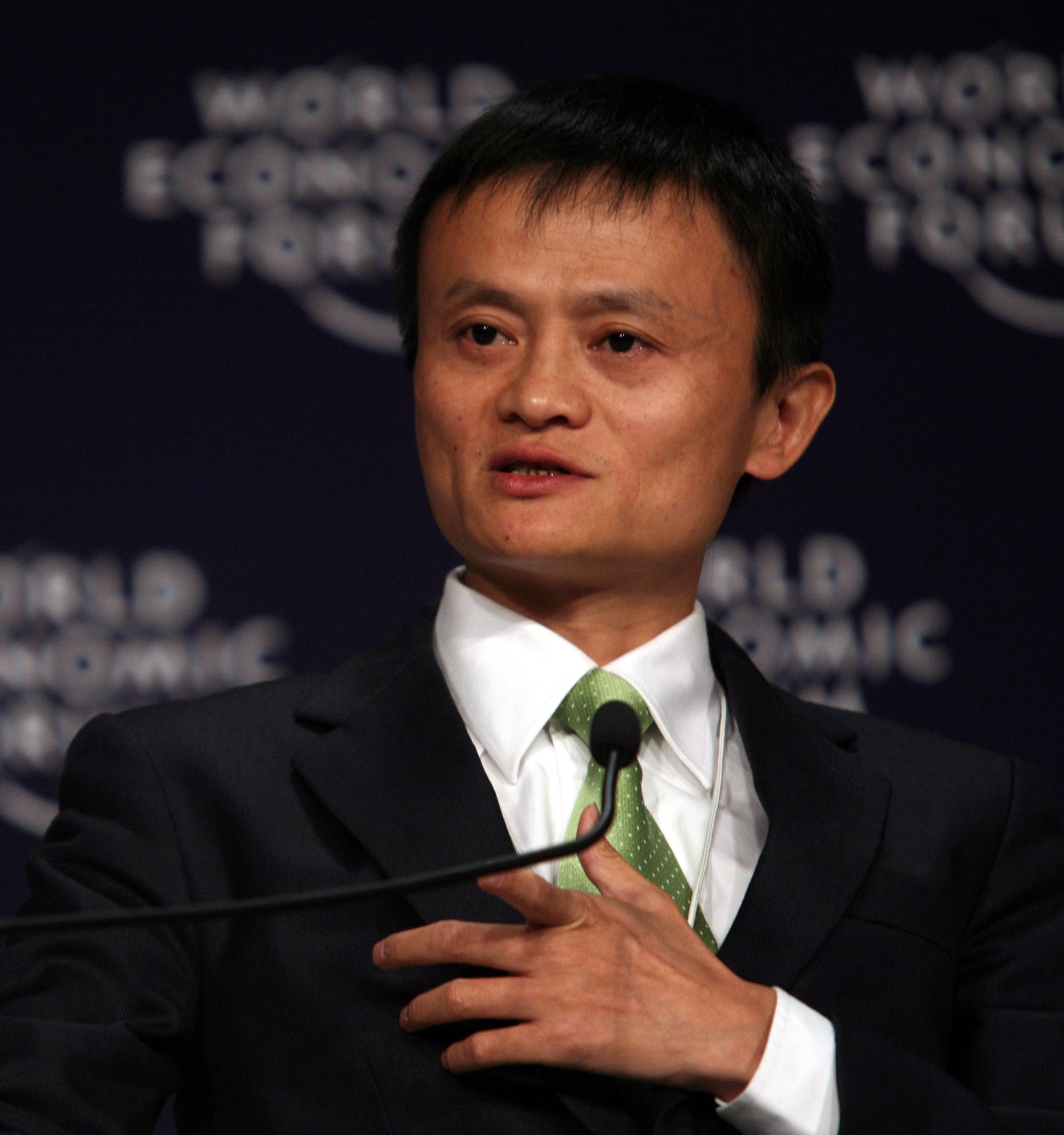
جاك ما المالك الفعلي لمجموعة علي بابا القابضة وموقع علي إكسبريس الفرعي يلقي محاضرة عن مستقبل الاقتصاد العالمي

علي إكسبريس دوت كوم (بالإنجليزية:AliExpress.com، بالصينية: 全球速卖通) هو موقع متخصص في التجارة الإلكترونية عبر الإنترنت تابع لمجموعة علي بابا الصينية المتخصصة في بيع المنتجات بأسعار الجملة للتجار (B2B) والأفراد (B2C) في جميع أنحاء العالم ، من أشهر منتوجاته الأكثر مبيعاً الإلكترونيات، الأزياء وإكسسوارات الأزياء.
تم إنشاء الموقع في أبريل سنة 2010 من قبل رجل الأعمال الصيني جاك ما صاحب مجموعة علي بابا والذي ارتأى إنشاء موقع ينافس موقع تاوباو الصيني المخصص للتداول الدولي على شبكة الإنترنت باللغة الإنجليزية. إذ يعتبر موقع «علي إكسبريس» حاليا مخزناً مركزياً هائلا لعدد من المحلات التجارية على الإنترنت. حيث يتميز بربطه علاقات مباشرة بين المنتجين الصينيين والأفراد في جل بقاع العالم دون حاجة للوسطاء. إذ يعمل بنفس مبدأ موقع أمازون ويكتسب الموقع قيمته الإيجابية من خلال تقييم مختلف التجار بعد المبادلات بناء على ملاحظات العملاء سواء كانوا أفراداً أو تجاراً.
ينهج موقع علي إكسبريس سياسة البيع العالمية، لذلك من الممكن أن تكون بعض المنتجات المعروضة مطابقة لمعايير وقوانين بلد معين دون الأخر، (على سبيل المثال، بعض البضائع يمكن شرائها أو مسموح شحنها للولايات المتحدة دون سماح ذلك لدول أخرى إما لغياب شركات الشحن بين المورد والزبون أو لأسباب إدارية بين الدول). لذا يجب على الزبائن أخذ الحيطة والحذر لضمان وصول المنتج بجودة عالية، خاصة بالنسبة لتجار التجزئة الذين يستخدمونه كموقع مزود.
أطلق الموقع تطبيقه على نظام الهواتف الذكية أندرويد التابع لشركة جوجل، ونظام تشغيل آي أو إس (أبل) (iOS) ونظام التشغيل أليون (Yun OS) التابع للشركة الصينية مجموعة علي بابا القابضة.

## وصلات خارجية
- الموقع الرسمي